# 克莱尔·亨特
克莱尔·约瑟芬·亨特（英語：Clare Josephine Hunt；1999年3月12日—），澳大利亚女子职业足球运动员，司职中后卫，目前效力于托特纳姆热刺足球俱乐部和澳大利亚国家女子足球队。她曾代表澳大利亚参加2024年夏季奥林匹克运动会女子足球比赛。